# Эванджелисти, Валерио
Валерио Эванджелисти (итал. Valerio Evangelisti; 20 июня 1952, Болонья — 18 апреля 2022, Болонья) — итальянский писатель, сценарист.

## Биография
Валерио Эванджелисти родился в Болонье 20 июня 1952 года, получил высшее образование (изучал политологию), специализировался на политической истории. Занимался наукой до 1990 года, когда перешёл на государственную службу в Министерстве финансов.
Является автором пяти книг, включавших порядка сорока исторических эссе. В 1994 году издал свой первый роман — «Николас Эймерих, инквизитор» (Nicolas Eymerich, inquisitore), который получил премию «Урания» (Premio Urania). Книга положила начало циклу о реально существовавшем испанском инквизиторе XIV века. В 1999 году вышла серия в трёх книгах «Маг» (Magus) о Нострадамусе, переведённая на несколько языков, в том числе на русский (книги вышли в издательствах «Эксмо» и «Домино» в переводе О. И. Егоровой). В 1998—2003 годах опубликованы рассказ и цикл романов о мексиканском стрелке на Диком Западе США по прозвищу Пантера.
В 1998 году Эванджелисти получил «Премию Эйфелевой башни за научную фантастику» (Prix Tour Eiffel de science-fiction), а в 1999 — французскую литературную премию «Гран-при l’Imaginaire» (Grand prix de l’Imaginaire) за серию романов об Эймерихе.
В 2000 году победил на конкурсе радиопрограмм Prix Italia, занялся написанием сценариев для радио, кино, телевидения и комиксов.
В 2001 году участвовал в делегации итальянских писателей на парижской книжной выставке (Salon du livre de Paris).
В 2007 году написал предисловие к книге итальянского фантаста и литературного критика Роберто Куалья о терактах 11 сентября 2001 года, в котором выразил сомнение в истинности официальной версии событий и сравнил её с позицией властей в вопросе признания реальности НЛО, один из которых Эванджелисти сам наблюдал в 1966 году над Болоньей.
В течение двадцати лет издавал «журнал истории общественного антагонизма» — «Progetto Memoria — Rivista di storia dell’antagonismo sociale», также занимался изданием «Carmilla» (посвящено фантастике и политике), сотрудничал с французским изданием Le Monde Diplomatique. Возглавлял Исторический архив новых левых имени Марко Пецци (Archivio Storico della Nuova Sinistra «Marco Pezzi») в Болонье.
Итальянский писатель и журналист Джанфранко Де Туррис подверг критике статью Эванджелисти в Le Monde Diplomatique за октябрь 2001 года, обвинив автора в создании искажённого негативного образа Италии с ультралевых политических позиций и преувеличении угрозы возрождения фашизма в этой стране (Де Туррис также утверждает, что упомянутая статья в полном виде была опубликована только во французском издании, а её итальянская версия отредактирована при переводе Il Manifesto).
В творчестве Эванджелисти нашла отражение его приверженность музыке heavy metal. Примером такого влияния принято считать сборник фантастических рассказов «Кричащий металл» (it:Metallo urlante): рассказы носят названия известных групп Venom, Pantera, Sepultura и Metallica, хотя повествование не имеет к ним прямого отношения (время действия охватывает период от XIV века до будущего). Главным действующим лицом Venom является инквизитор Николас Эймерих, Pantera — мексиканский стрелок на Диком Западе, носящий это прозвище.
Скончался 18 апреля 2022 года.

## Циклы романов

### Цикл об Эймерихе
- «Николас Эймерих, инквизитор» (it:Nicolas Eymerich, inquisitore), Mondadori, 1994.
- «Цепи Эймериха» (it:Le catene di Eymerich), Mondadori, 1995.
- «Тайна инквизитора Эймериха» (it:Il mistero dell'inquisitore Eymerich), Mondadori, 1996.
- «Тело и кровь Эймериха» (it:Il corpo e il sangue di Eymerich), Mondadori, 1996.
- «Керудек» (it:Cherudek), Mondadori, 1997.
- «Пикатрикс. Лестница в ад» (it:Picatrix. La scala per l'inferno), Mondadori, 1998.
- «Замок Эймериха» (it:Il castello di Eymerich), Mondadori, 2001.
- «Mater Terribilis» (it:Mater Terribilis, Mondadori, 2002.
- «Зал великанов» (La Sala dei Giganti), Mondadori, 2006.
- «Свет Ориона» (it:La luce di Orione), Mondadori, 2007.
- «Rex tremendae maiestatis» (it:Rex tremendae maiestatis), Mondadori, 2010.

### Цикл о Пантере
- «Кричащий металл» (Metallo urlante), Einaudi, 1998
- «Чёрный флаг» (Black Flag), Einaudi, 2002
- «Антрацит» (Antracite), Mondadori, 2003

### Трилогия о Маге
- «Предзнаменование» (Il presagio). Mondadori, 1999
- «Обман» (L’inganno), Mondadori, 1999
- «Бездна» (L’abisso), Mondadori, 1999

### Цикл об истории американских профсоюзов
- «Антрацит» (Antracite), Collana Strade blu, Mondadori, 2003.
- «Тот станет всем» (it:Noi saremo tutto), Mondadori, 2004
- «Один Большой Союз» (One Big Union), Mondadori, 2011

### Мексиканский цикл
- «Огненное ожерелье» (it:Il collare di fuoco), Mondadori, 2005
- «Разорванное ожерелье» (it:Il collare spezzato), Mondadori, 2006

### Пиратский цикл
- «Тортуга» (Tortuga), Mondadori, 2008.
- «Веракрус» (Veracruz), Mondadori, 2009.
- «Картахена» (Cartagena), Mondadori, 2012.

### Цикл о крестьянском движении в Эмилии-Романье
- «Солнце грядущего» (it:Il sole dell'avvenire), Mondadori, 2013